# Irving Kristol
Irving Kristol (Nova Iorque, 22 de janeiro de 1920 — Falls Church, 18 de Setembro de 2009) foi um escritor, jornalista e intelectual estadunidense, considerado o fundador do neoconservadorismo. Foi casado com a escritora Gertrude Himmelfarb.
Ex-trotskista, Kristol distanciou-se das ideias do liberal Friedrich Hayek, segundo o qual o crescimento do Estado seria o  "caminho de servidão". Para Kristol, não existe sociedade política tolerável sem um Estado bem mais intervencionista do que o "guarda-noturno" de que falava Herbert Spencer. Por este, entre outros motivos, o Estado, segundo  Kristrol,  não deve ser neutro perante diferentes concepções do bem, mas   proteger  valores morais  relevantes para a sociedade.
Foi agraciado, em julho de 2002, pelo presidente norte-americano George W. Bush com a Presidential Medal of Freedom (Medalha Presidencial da Liberdade).

## Governo Reagan
A administração de Ronald Reagan teve como sua principal fonte doutrinária o pensamento produzido pelo grupo de intelectuais neoconservadores, que tinham em Irving Kristol seu mentor. Vários deles ocuparam posições importantes no seu governo. Essa doutrina determinou as posições do governo Reagan, tanto em sua política interna, quanto em sua política internacional. No plano interno, a redução dos impostos e dos gastos governamentais e a desregulação dos mercados marcaram a materialização das ideias neoconservadoras adotadas por Reagan. No Plano externo, o confronto geopolítico com a União Soviética, a questão da proliferação dos armamentos nucleares, o fim da Guerra Fria, com a queda da União Soviética, foram os temas enfrentados. A incapacidade econômica soviética de fazer frente a ressa pressão é apontada como uma das causas do colapso da ex-superpotência e do fim do período da Guerra Fria. A doutrina neoconservadora de Irving Kristol conduziu o governo Reagan a essa resolução no plano internacional e lhe deu suporte para as políticas internas de desregulamentação de mercados e redução da carga tributária e, também, para a rediscussão do sistema de assistência social construído no contexto da criação do Estado de bem-estar social, plataforma encampada pelos governos democratas que o antecederam.

## Religião
Durante a década de 1990, Irving Kristol e outros escritores em revistas neoconservadoras começaram a divulgar visões anti-darwinistas, como um endosso de design inteligente. Uma vez que estes neoconservadores foram em grande parte de origem secular, alguns comentaristas especularam que isso - junto com o endosso da religião em geral - pode ter sido um caso de uma "nobre mentira", destinada a proteger a moralidade pública, ou mesmo políticas táticas, para atrair endosso de líderes religiosos. Durante a sua vida, ele passou a defender várias vezes a posição neoliberal.

## Morte
Morreu em 2009 de cancro do pulmão.

## Artigos
- “Other People's Nerve” (as William Ferry), Enquiry, May 1943.
- “James Burnham's 'The Machiavellians'" (as William Ferry), Enquiry, July 1943. (A review of The Machiavellians: Defenders of Freedom by James Burnham.)
- “Koestler: A Note on Confusion,” Politics, May 1944.
- “The Indefatigable Fabian,” New York Times Book Review, August 24, 1952. (A review of Beatrice Webb's Diaries: 1912–1924, edited by Margaret I. Cole.)
- "Men and Ideas: Niccolo Machiavelli," Encounter, December 1954.
- "American Intellectuals and Foreign Policy," Foreign Affairs, July 1967 (repr. in On the Democratic Idea in America).
- "Memoirs of a Cold Warrior," New York Times Magazine, February 11, 1968 (repr. in Reflections of a Neo-conservative).
- "When Virtue Loses All Her Loveliness," The Public Interest, Fall 1970 (repr. in On the Democratic Idea in America and Two Cheers for Capitalism).
- "Pornography, Obscenity, and Censorship," New York Times Magazine, March 28, 1971 (repr. in On the Democratic Idea in America and Reflections of a Neo-conservative).
- "Utopianism, Ancient and Modern," Imprimus, April 1973 (repr. in Two Cheers for Capitalism).
- "Adam Smith and the Spirit of Capitalism," The Great Ideas Today, ed. Robert Hutchins and Mortimer Adler, 1976 (repr. in Reflections of a Neo-conservative).
- "Memoirs of a Trotskyist," New York Times Magazine, January 23, 1977 (repr. in Reflections of a Neo-conservative).
- "The Adversary Culture of Intellectuals," Encounter, October 1979 (repr. in Reflections of a Neo-conservative).
- "The Hidden Cost of Regulation", The Wall Street Journal.

## Livros
De sua autoria
- On the Democratic Idea in America. New York: Harper, 1972. ISBN 0060124679
- Two Cheers for Capitalism. 1978. ISBN 0465088031
- Reflections of a Neo-conservative: Looking Back, Looking Ahead. 1983. ISBN 0465068723
- Neo-conservatism: The Autobiography of an Idea. 1995. ISBN 0-02-874021-1
- The Neo-conservative Persuasion: Selected Essays, 1942-2009. New York: Basic Books, 2011. ISBN 0465022235
- On Jews and Judaism. Barnes & Noble, 2014.

Editado
- The Crisis in Economic Theory. Editado com Daniel Bell. New York: Basic Books, 1981.

Contribuição
- ”Rationalism in Economics” (Chapter 12). The Crisis in Economic Theory. Editado com Daniel Bell. New York: Basic Books, 1981. p. 201.